# 453
| [ Edytuj tabelę ] |                                           |
| Cesarz Bizancjum  | - 450 Marcjan 457                         |
| Król Franków      | - 447 Meroweusz 457                       |
| Władca Guptów     | - 414 Kumaragupta 455                     |
| Chan Hunów        | - 434 Attyla 453 - 453 Ellak 454          |
| Władca Korei      | - 413 Changsu 491                         |
| Król Munsteru     | - 431 Nad Froích 453 - 453 Óengus 489     |
| Papież            | - 440 Leon I 461                          |
| Król Persji       | - 439 Jezdegerd II 457                    |
| Cesarz Rzymu      | - 425 Walentynian III 455                 |
| Król Wandalów     | - 428 Genzeryk 477                        |
| Król Wizygotów    | - 451 Toryzmund 453 - 453 Teodoryk II 466 |

Rok 453 / CDLIII
stulecia: IV wiek ~
V wiek ~
VI wiek

lata: 443 «
448 «
449 «
450 «
451 «
452 «
453
» 454
» 455
» 456
» 457
» 458
» 463

## Wydarzenia
- Po śmierci Attyli chanem Hunów został jego syn Ellak.
- Teodoryk II zabił Toryzmunda i został w jego miejsce królem Wizygotów.

## Urodzili się
- Teodoryk Wielki, król Ostrogotów. (lub 451 lub 455)

## Zmarli
- Attyla, władca Hunów (ur. 406).
- Pulcheria, cesarzowa bizantyńska (ur. 399).
- Toryzmund, król Wizygotów.